# National Motors Corporation
National Motors Corporation, vorher Associated Motor Industries, war ein US-amerikanischer Konzern aus der Automobilindustrie.

## Beschreibung
Associated Motor Industries wurde 1922 in Dayton in Ohio gegründet. Es war ein Zusammenschluss mehrerer kleiner Unternehmen, die Automobile herstellten. Die Absicht war, Kosten zu senken. The New York Times berichtete am 2. Juli 1922 darüber. Will I. Ohmer wurde Präsident. Als Wert des Konzerns wurden 80 Millionen US-Dollar angegeben.
Im Januar 1923 folgte die Umbenennung. Der bekannte Markenname National innerhalb der Firmierung sollte Vorteile bringen. Der Sitz wurde nach Chicago in Illinois verlegt. 1924 kam es zur Zahlungsunfähigkeit.

## Zusammengeschlossene Unternehmen
Ursprünglich schlossen sich zusammen:
- National Motor Car and Vehicle Corporation (Indianapolis IN) Personenkraftwagen
- Covert Gear Corporation (Lockport NY), Nachfolgeunternehmen des Automobilherstellers Covert Motor Vehicle Company; Getriebe und Kupplungen
- Recording and Computing Machines Company (Dayton OH), Zündanlagen, Anlasser, Magnetstarter, Batterien, Generatoren
- Jackson Motors Corporation (Jackson MI)
- Kentucky Wagon Manufacturing Company (Louisville KY), Kutschen, Karosserien, Lastkraftwagen sowie Pkw mit der Dixie Motor Car Company
- Saginaw Sheet Metal Works (Saginaw MI)
- Traffic Motor Truck Corporation (Louisville MS) Lkw
- Murray-Tregurtha Corporation (Boston MA), Benzinmotoren
- Holbrook Company (New York), Automobilkarosserien

Weitere Quellen bestätigen das Unternehmen für Dixie, Jackson und National.